# Cité de la culture de Galice
Pour les articles homonymes, voir Cité de la Culture.
La Cité de la culture de Galice (en galicien : Cidade da Cultura de Galicia) est un complexe culturel situé à Saint-Jacques-de-Compostelle en Galice.
Il a ouvert le 11 janvier 2011, sa construction s'est terminée en 2013, après d'importantes hausses de coûts, qui n'ont pas permis de réaliser la totalité du projet initial. Sa construction a été pilotée par l'architecte Peter Eisenman. Il est composé de six bâtiments, incluant, une bibliothèque, un auditorium, un musée d'histoire régional et une halle de congrès.